# 韩式烤肠
烤肠（： gopchang）是通行於韓國的一種燒烤食物，原料用家牛的小肠（或家豬的大肠）製成。在韩国釜山廣域市、大邱廣域市都有“烤肠一条街”，像這種美食街街上都是烤肠店。